# Pakorn Chatborirak
Pakorn Chatborirak (tiếng Thái: ปกรณ์ ฉัตรบริรักษ์, phiên âm: Pa-con Chát-bo-ri-rác, sinh ngày 20 tháng 8 năm 1984) còn có nghệ danh là Boy (บอย), là một diễn viên, người mẫu và dược sĩ người Thái Lan. Anh được biết đến qua các vai diễn trong Đừng hòng cưới anh (2011), Bí mật hoa hướng dương (2013), Series Thần mai mối (2017), Tội lỗi bất công (2021)...

## Tiểu sử và học vấn
Pakorn sinh ra ở Băng Cốc trong một gia đình người Thái gốc Hoa, có hai em trai là Thana và Pat và một em gái nuôi tên là Wanmai. Mẹ của anh đến từ tỉnh Ang Thong và cha anh qua đời khi anh còn nhỏ.
Sau khi tốt nghiệp trường mẫu giáo Pongpoowadol, Pakorn đã theo học trường Assumption, trường Triam Udom Suksa và khoa Dược, Đại học Chulalongkorn, lấy bằng Cử nhân Dược.

## Sự nghiệp
Bắt đầu với một bức ảnh trên tạp chí, Pakorn đã nhận được giải "CLEO Most Eligible Bachelor 2008". Bộ phim điện ảnh đầu tiên của anh là phần SHY trong phim 4 Romance (4 chương tình yêu).
Năm 2009, anh tham gia bộ phim truyền hình đầu tay Fai Ruk Arsoon trên đài Channel 3. Sau đó, anh trở nên nổi tiếng với vai chính trong phim Wayupak Montra (2010) và Roy Marn (2011). Ngoài chụp ảnh cho tạp chí, anh còn xuất hiện trong phim ảnh, quảng cáo, video ca nhạc, sân khấu, lồng tiếng cho một bộ phim hoạt hình. Anh còn là thành viên của nhóm "4+1 Channel 3 Superstar" cùng với Mario Maurer, Nadech Kugimiya, Prin Suparat và Phupoom Pongpanu.
Bên cạnh việc nổi tiếng với nhiều hoạt động thiện nguyện, công tác xã hội thì Pakorn còn để lại dấu ấn trong lòng khán giả với nhiều vai diễn đa sắc màu của mình. Chính vì thế mà trong 12 năm sự nghiệp, anh đã mang về 16 giải thưởng danh giá khẳng định diễn xuất của bản thân.

## Các phim đã tham gia

### Phim điện ảnh
| Năm  | Tên gốc         | Tên tiếng Việt              | Vai     | Ghi chú               | Đóng với                  |
| ---- | --------------- | --------------------------- | ------- | --------------------- | ------------------------- |
| 2008 | 4 Romance       | 4 chương tình yêu           | Durian  | Vai chính, phần "SHY" | Kanya Rattanapetch        |
| 2009 | Pai In Love     |                             | Nack    | Vai phụ               | Ashiraya Peerapatkunchaya |
| 2010 | The Dog         |                             | Bank    | Vai chính             | Nutprapas Tanatanamaharat |
| 2011 | 4 Psyco         | 4 câu chuyện điên rồ        | Thada   | Vai phụ               | —                         |
| 2011 | Lao Wedding     | Đám cưới Lào                | Chen    | Vai chính             | Khamly Philavong          |
| 2016 | I Love You Two  | Xin lỗi, chế muốn hai chồng | Jumnian | Vai chính             | Araya A. Hargate          |
| 2018 | Gravity of Love | Trọng lực tình yêu          | Zen     | Vai chính             | Jarinporn Joonkiat        |
| 2022 | Six Characters  | Sáu nhân vật                | Nathee  | Vai chính             | —                         |

### Phim truyền hình
| Năm  | Tên gốc                               | Tên tiếng Việt                                 | Vai                           | Hãng sản xuất             | Đài     |
| ---- | ------------------------------------- | ---------------------------------------------- | ----------------------------- | ------------------------- | ------- |
| 2009 | Fai Ruk Arsoon                        |                                                | Kaew                          | Akarapol Production       | CH3     |
| 2009 | Hua Jai Song Pak                      | Trái tim chia đôi                              | Don                           | Act-Art Generation        | CH3     |
| 2010 | 3 Hua Jai                             | Trái tim của đất                               | Chai                          | Akarapol Production       | CH3     |
| 2010 | Thara Himalaya                        | Trúc mộng lan viên / Chuyện tình hoàng tử      | Wayupak Adisuan (Lom)         | Maker-Y Group             | CH3     |
| 2010 | Duang Jai Akkanee                     | Tình yêu và thù hận / Trang trại tình yêu      | Wayupak Adisuan (Lom)         | No Problem                | CH3     |
| 2010 | Pathapee Leh Ruk                      | Cơn lốc tình / Chuyện tình cô hầu phòng        | Wayupak Adisuan (Lom)         | Good Feeling              | CH3     |
| 2010 | Wayupak Montra                        | Bóng tối tình yêu / Ma thuật tình yêu          | Wayupak Adisuan (Lom)         | Act-Art Generation        | CH3     |
| 2011 | Roy Marn                              | Đừng hòng cưới anh                             | Mark                          | TV Scenes and Picture     | CH3     |
| 2011 | Sarm Noom Nuer Tong                   | Ba chàng trai vàng                             | Watchara                      | Maker-Y Group             | CH3     |
| 2012 | Waew Mayura                           | Tiểu thư bướng bỉnh                            | Sayumpoo Tossapol / Jack      | Wave Media Production     | CH3     |
| 2012 | Tawan Chai Nai Marn Mak               | Hòn đảo dấu yêu                                | Nopatee (Mek)                 | Maker Group               | CH3     |
| 2013 | Porn Prom Onlaweng                    | Trò đùa của thượng đế                          | Patthawee                     | Wave Media Production     | CH3     |
| 2013 | Maya Tawan                            | Bí mật hoa hướng dương                         | Thanh tra Hiran               | TV Scenes and Picture     | CH3     |
| 2013 | Fah Krajang Dao                       | Trời trăng sao và em                           | Thanh tra Hiran               | TV Scenes and Picture     | CH3     |
| 2014 | Nai Suan Kwan                         | Khu vườn tình yêu                              | Trin (Tonmai)                 | TV Scenes and Picture     | CH3     |
| 2015 | Keaw Ta Waan Jai                      | Trái tim thủy tinh                             | Anin Varodom (Chang)          | Wave Media Production     | CH3     |
| 2015 | Mafia Luerd Mungkorn: Hong            | Thời đại anh hùng: Thiên nga                   | William                       | Act-Art Generation        | CH3     |
| 2015 | Nang Rai Tee Rak                      | Nữ phản diện đáng yêu / Linh hồn đáng yêu      | Natee Singharit               | Citizen Kane              | CH3     |
| 2015 | Fai Lang Fai                          | Ngọn lửa tình yêu                              | Narut Dechalertrat            | Maker J                   | CH3     |
| 2017 | The Cupids Series: Kammathep Hunsa    | Series Thần mai mối: Chuyện tình nàng Hunsa    | Tornpitaya / Tim              | Broadcast Thai Television | CH3     |
| 2017 | Kammathep Ork Suek                    | Khi nàng Horm ra tay                           | Tornpitaya / Tim              | Broadcast Thai Television | CH3     |
| 2017 | Kammathep Jum Laeng                   | Sói bự và thỏ ngoan                            | Tornpitaya / Tim              | Broadcast Thai Television | CH3     |
| 2017 | Sai Lub Jub Abb                       | Điệp viên săn Gay                              | Patee                         | Good Feeling              | CH3     |
| 2018 | My Hero Series: Matupoom Haeng Huajai | Series Người hùng đời tôi: Quê hương trong tim | Techat Wasutraphaisan / "Ben" | Cholumpi Production       | CH3     |
| 2018 | Montra Lai Hong                       | Dấu chân thiên nga                             | Techat Wasutraphaisan / "Ben" | Cholumpi Production       | CH3     |
| 2018 | Lom Phrai Pook Ruk                    | Gió rừng siết chặt yêu thương                  | Techat Wasutraphaisan / "Ben" | Cholumpi Production       | CH3     |
| 2018 | Sen Son Kol Ruk                       | Đường kẻ rẽ tình                               | Techat Wasutraphaisan / "Ben" | Cholumpi Production       | CH3     |
| 2018 | Tai Peek Puksa                        | Dưới khoảng trời kia                           | Techat Wasutraphaisan / "Ben" | Cholumpi Production       | CH3     |
| 2019 | Plerng Naka                           | Lửa hận xà vương                               | Tian                          | Mind at Work              | CH3     |
| 2019 | Plerng Ruk Plerng Kaen                | Lửa yêu lửa hận                                | Ampu                          | Broadcast Thai Television | CH3     |
| 2021 | Barb Ayuttitham                       | Tội lỗi bất công                               | Chittawan / Tawan             | Maker-Y Group             | CH3     |
| 2022 | Sai Lub Lip Gloss                     | Gián điệp son môi                              | Thiraphat                     | Broadcast Thai Television | CH3     |
| 2024 | The Invincible                        | Bất khả chiến bại                              | Khách mời (tập 1)             |                           | CH3     |
| 2024 | Tomorrow and I                        | TBA                                            | TBA                           |                           | Netflix |

### Phim ngắn
| Năm  | Tên gốc                                         | Vai  | Đóng với                 | Hãng sản xuất       |
| ---- | ----------------------------------------------- | ---- | ------------------------ | ------------------- |
| 2011 | The film follows the weekend Fan Club Series    | Lamp | Pitchaya Chaowalit       | BEC TERO, Channel 3 |
| 2011 | Thad Hang Ploy Wat Series Part 2 "Kern Cha Hen" | Poe  | Yardthip Radchapal       | BEC TERO, Channel 3 |
| 2012 | Siem Si Puan Ruk                                | Chai | Natthaweeranuch Thongmee | BEC TERO, Channel 3 |

### Sân khấu
| Năm  | Tựa đề                                                                        | Vai diễn | Sản xuất bởi                             | Địa điểm                     | Ngày tháng                  |
| ---- | ----------------------------------------------------------------------------- | -------- | ---------------------------------------- | ---------------------------- | --------------------------- |
| 2011 | Charity Stage Honor for Lord Chakri 84 years old "Power of King Ramkhamhaeng" | Sam Sorn | Trường Suksanari và Cipher Royal College | Grand Hall Đại học Thammasat | Ngày 28–29 tháng 1 năm 2012 |

### Các tác phẩm khác
| Năm  | Tựa đề                                                                        | Sản xuất bởi                    | Ghi chú                                                            |
| ---- | ----------------------------------------------------------------------------- | ------------------------------- | ------------------------------------------------------------------ |
| 2008 | Short Film My Volk                                                            | Đại học Băng Cốc                | Dự án cuối kỳ của Đại học Băng Cốc                                 |
| 2012 | Lồng tiếng phim hoạt hình cho "Red Hero" Câu chuyện "Superhero Handsome Help" | Ann Thongprasom (Channel 3)     | Mỗi thứ Sáu, 6:00 PM – 6:30 PM, bắt đầu từ ngày 3 tháng 2 năm 2012 |
| 2012 | Lồng tiếng phim hoạt hình phiêu lưu cho "Rangko Hero Talay-Zay" của Hollywood | Paramount                       | Tháng 3 năm 2012                                                   |
| 2012 | Concert Channel 3 4+1 Superstar                                               | Search Entertainment            | Impact, Muang Thong Thani Ngày 4 tháng 2 năm 2012                  |
| 2012 | Concert Channel 3 4+1 Superstar                                               | Channel 3                       | Racha Mungkala Kee La Sa Than Ngày 11 tháng 3 năm 2012             |
| 2012 | Eyes will see Eyes will share                                                 | Piyavet Hospital                | Ngày 1 tháng 7 năm 2012                                            |
| 2012 | Color Your Cool Life with Isuzu D-Max V-Cross 4x4 Mini-concert                | Tri Petch Isuzu Sales Co., Ltd. | Central World Ngày 26 tháng 8 năm 2012 (1:00 PM – 8:00 PM)         |
| 2012 | Mini-concert Future Park 17th Anniversary Grand Splendor                      | Future Park Rangsit             | Ngày 21 tháng 9 năm 2012 lúc 7:00 PM                               |
| 2013 | Charity Concert 3 Tiger Girls Limited Edition Live Show                       |                                 |                                                                    |
| 2015 | Concert Very Handsome                                                         |                                 |                                                                    |
| 2015 | Concert Magic James                                                           |                                 |                                                                    |
| 2017 | Concert Love Is In The Air: Channel 3 Charity Concert                         | Channel 3                       | Ngày 30 tháng 4 năm 2017                                           |

## Âm nhạc

### Ca khúc
| Năm  | Tháng    | Tựa đề                             | Sản xuất bởi      | Thể hiện bởi                                                      | Ghi chú                                |
| ---- | -------- | ---------------------------------- | ----------------- | ----------------------------------------------------------------- | -------------------------------------- |
| 2011 | Tháng 12 | Rak Hai Roo                        | GMM Grammy        | Boy Pakorn, Mark Prin, Ken Phupoom                                | Album nhạc phim Ba chàng trai vàng     |
| 2012 | Tháng 1  | Aun Chai                           | AIS               | Boy Pakorn, Nadech Kugimiya, Mark Prin, Ken Phupoom, Mario Maurer | Album 4+1 Channel 3 Superstar          |
| 2013 | Tháng 1  | Nai Om Khan                        | GMM Grammy        | Boy Pakorn                                                        | Album nhạc phim Hòn đảo dấu yêu        |
| 2015 | Tháng 7  | Pleng Bai Mai (phiên bản Acoustic) | Ch3Thailand Music | Boy Pakorn                                                        | Nhạc phim Thời đại anh hùng: Thiên nga |
| 2016 | -        | I Love You Two                     | Smallroom         | Boy Pakorn, Chompoo Araya, Alek Teeradetch                        | Nhạc phim Xin lỗi, chế muốn hai chồng  |
| 2017 | Tháng 6  | Kon Tee Dtahm Hah                  | Ch3Thailand Music | Boy Pakorn                                                        | Nhạc phim Điệp viên săn Gay            |

### MV
| Năm  | Tháng    | Bài hát                                   | Ca sĩ thể hiện                             | Sản xuất bởi                      |
| ---- | -------- | ----------------------------------------- | ------------------------------------------ | --------------------------------- |
| 2006 | Tháng 2  | Yhak Bork Ther                            | Power Pop Girls                            | True Fantasia                     |
| 2006 | Tháng 9  | Chong Ta Kab Kwam Hyao                    | Lanna Khammins                             | GMM Grammy                        |
| 2008 | Tháng 3  | Rak Chan Lerk Kan Dai Mhai                | Vick Hyper                                 | R-Siam                            |
| 2008 | Tháng 6  | Pood Trong Trong                          | Bee Peeraphat                              | Warner Music                      |
| 2008 | Tháng 9  | Chure Kraw Rue Kang Kuean Ta Lod Pai      | Mai Chareinpura                            | GMM Grammy                        |
| 2008 | Tháng 10 | Mai Sear Jai Tee Dai Rak Ther             | Phadcha Anakeareyuwat                      | True Fantasia                     |
| 2008 | Tháng 11 | Daow Bon Fa - Pla Nai Nam - Ther Nai Fhun | Namcha / Cheeranat Yousanon                | GMM Grammy                        |
| 2008 | Tháng 12 | O Kard Sud Tai                            | Tattoo Colour                              | Smallroom                         |
| 2009 | Tháng 3  | Kon Keing Khang                           | BlackHead                                  | GMM Grammy                        |
| 2010 | Tháng 8  | Rak Kue                                   | Lalita Singtotong / Noey Sinorita          | Song Farm Records (RS)            |
| 2010 | Tháng 8  | Kon Bai                                   | M Atthapol                                 | GMM WeRecord                      |
| 2010 | Tháng 10 | Rak Krang Mai                             | Da Endorphine                              | GMM Grammy                        |
| 2010 | Tháng 10 | The Dog (music on movie)                  | Suppakorn Kitsuwan and Chareinporn Onlamai | Mono Music                        |
| 2010 | Tháng 12 | Kon Nue Khang Zry                         | Sakesun Sukpimai / Sake Loso               | GMM UpGmusic                      |
| 2011 | Tháng 7  | Kwam Chue Suan Buk Kon                    | SPF                                        | MonoMusic                         |
| 2012 | Tháng 2  | Mue Rai Ja Chao                           | Laongfong                                  | SpicyDisc                         |
| 2012 | Tháng 3  | Mai Chai Mai Roo Suek                     | Golf Benchapol                             | GolfFeelGood                      |
| 2012 | Tháng 5  | Mai Chai Kwam Lab Tae Yang Bork Mai Dai   | Ae Jirakorn                                | GMM WeRecord                      |
| 2012 | Tháng 7  | Mai Chob Mai Chai Mai Cheb                | Noona / Nueangthida Sophon                 | GMM TVRecord                      |
| 2012 | Tháng 8  | Prao Kwam Rak Chueng Tum Hai Mee Wang     | Nui Nunthakarn ("Love and hope,The Album") | Wattanosoth Hospital & GMM Grammy |
| 2013 | Tháng 8  | Manoot Laung Hon                          | Yes'sir Days                               | GMM WeRecord                      |
| 2021 | Tháng 11 | Tah Bauk Wah Mai Wai (Tur Glup Mah Mai)   | Zom Marie                                  | Spicydisc                         |

## Đại sứ thương hiệu
| Năm  | Tháng    | Thương hiệu                                           | Sản xuất bởi                            |
| ---- | -------- | ----------------------------------------------------- | --------------------------------------- |
| -    | -        | Taro - Fish Snack                                     | Taro                                    |
| -    | -        | Tiger Cement                                          | SCG Cement                              |
| -    | -        | Lenovo Notebook                                       | Lenovo                                  |
| 2008 | -        | HSBC Visa / Credit Card                               | HSBC (Thailand)                         |
| 2009 | -        | Index your Style                                      | DEC MEDIA (Thailand)                    |
| 2010 | -        | Sizzler (Hot Steak, Hot People)                       | SLRT (Sizzler Restaurant)               |
| 2011 | Tháng 1  | Red Bull Spirit                                       | The Red Bull Beverage                   |
| 2011 | Tháng 2  | Samsung Galaxy Family - Mobile                        | Samsung (Thailand)                      |
| 2011 | Tháng 4  | Tea Break                                             | Siam Kirin Beverage                     |
| 2011 | Tháng 5  | Peppermint Field Inhaler - Wakeboard Series           | BERTRAM CHEMICAL (1982)                 |
| 2011 | Tháng 9  | Nokia Ovi Store X6 - Mobile                           | Nokia                                   |
| 2011 | Tháng 10 | Smooth-E Homme Ideal Skin For Men Facial Massage Foam | Smooth-E                                |
| 2012 | Tháng 1  | ISUZU D-MAX V-CROSS 4X4                               | Tri Petch Isuzu Sales (TIS)             |
| 2012 | Tháng 3  | Dispensary Cold Powder, Ocean Fresh - "Splash Series" | The British Dispensary (LP)             |
| 2012 | Tháng 3  | Happy Condo Happy Home                                | Infinite Real Estate                    |
| 2012 | Tháng 5  | DAPPER - Business Label: Boy TVC                      | Dapper General Apparel                  |
| 2012 | Tháng 5  | LOOKER app on iPad                                    | Cheeze Looker Magazine                  |
| 2012 | Tháng 5  | Microsoft Wireless Mobile Mouse 3500 Artist Series    | Microsoft Hardware (Thailand)           |
| 2012 | Tháng 5  | Cigna Insurance - "Thank You Someone"                 | Cigna Thailand                          |
| 2012 | Tháng 5  | Cigna Insurance - "Cigna CSR"                         | Cigna Thailand                          |
| 2012 | Tháng 6  | Cigna Insurance - "Insurance plan to Buy 1 Care 2"    | Cigna Thailand                          |
| 2012 | Tháng 7  | Clorets Gum with Actizol Plus                         | Clorets Thailand                        |
| 2012 | Tháng 8  | Citibank Credit Card                                  | Citibank (Thailand)                     |
| 2012 | Tháng 8  | Moccona Trio Coffee - "Like"                          | Sara Lee Coffee & Tea (Thailand) Ltd.   |
| 2012 | Tháng 8  | Moccona Trio Coffee - "Train whistle"                 | Sara Lee Coffee & Tea (Thailand) Ltd.   |
| 2012 | Tháng 10 | Moccona Trio Coffee - "Beat"                          | Sara Lee Coffee & Tea (Thailand) Ltd.   |
| 2012 | Tháng 10 | Laundry products brand "OMO" - "White Fashion Series" | OMO Thailand                            |
| 2012 | Tháng 10 | Peppermint Field Inhaler - A: Bicycle                 | BERTRAM CHEMICAL (1982)                 |
| 2012 | Tháng 10 | Peppermint Field Inhaler - B: Dog Day                 | BERTRAM CHEMICAL (1982)                 |
| 2012 | Tháng 10 | Peppermint Field Inhaler - C: Football                | BERTRAM CHEMICAL (1982)                 |
| 2012 | Tháng 10 | BAOJI Shoes (Part 1, Part 2, Part 3)                  | Rong Thai International Group Co., Ltd. |
| 2013 | Tháng 1  | Smooth-E Men (Deep Smooth Non- Ionic)                 | Smooth-E                                |
| 2013 | Tháng 1  | Tawan - Suki Seafood                                  | Pepsi-Cola                              |
| 2013 | Tháng 2  | Moccona Trio Coffee - "Teach Beat"                    | Sara Lee Coffee & Tea (Thailand) Ltd.   |
| 2013 | Tháng 3  | Snake Brand Shower Gel                                | The British Dispensary (LP)             |
| 2013 | Tháng 3  | Glade Sensations Car                                  | Glade Thailand                          |

## Giải thưởng và đề cử
| Năm  | Giải thưởng                                                                 | Hạng mục                                            | Tác phẩm được đề cử | Kết quả   | Nguồn  |
| ---- | --------------------------------------------------------------------------- | --------------------------------------------------- | ------------------- | --------- | ------ |
| 2008 | The CLEO Most Eligible Bachelor                                             | —                                                   | —                   | Đoạt giải |        |
| 2010 | Top Awards                                                                  | Best Actor for Men                                  | Bóng tối tình yêu   | Đề cử     | [ 16 ] |
| 2010 | Top Awards                                                                  | Best Supporting Actor for Men                       | Trái tim chia đôi   | Đề cử     |        |
| 2010 | TV Gold Awards                                                              | Best Actor for Men                                  | Bóng tối tình yêu   | Đề cử     |        |
| 2011 | Mekkala Awards of the 24th                                                  | Best Actor for Men                                  | Đừng hòng cưới anh  | Đề cử     |        |
| 2011 | SSBT                                                                        | Blickering Couple of the Year with Rasri Balenciaga | Đừng hòng cưới anh  | Đoạt giải |        |
| 2011 | Promote Moral Ethics, Gratitude, Outstanding Mother, Grateful Baby Awards   | —                                                   | —                   | Đoạt giải |        |
| 2011 | MThai Top Talk-About Actor Awards                                           | Top Talk-About Actor for Men                        | —                   | Đoạt giải |        |
| 2011 | The Star Choice Awards                                                      | Charming Man                                        | —                   | Đoạt giải |        |
| 2011 | The Next Icon                                                               | The Next Male Icon                                  | —                   | Đoạt giải |        |
| 2012 | The "Kerd Award" for the first time                                         | "Koo Kerd" Award                                    | —                   | Đề cử     |        |
| 2012 | The "Kerd Award" for the first time                                         | Born Scorching Award                                | —                   | Đề cử     |        |
| 2012 | 9 Entertain Awards                                                          | Beloved Public Award                                | —                   | Đề cử     |        |
| 2012 | Siam Dara Star Awards                                                       | Best Actor for Men, Major TV series                 | Bóng tối tình yêu   | Đề cử     |        |
| 2012 | TVPOOL Star Party Awards                                                    | Charming Man                                        | —                   | Đề cử     |        |
| 2012 | The Actor for Men, People want invite to play the most of Songkarn Festival | —                                                   | —                   | Đoạt giải |        |
| 2012 | Siam Dara Star Awards                                                       | Charming Man                                        | —                   | Đoạt giải |        |
| 2012 | TVPOOL Star Party Awards                                                    | Happy Family Award ("Chatborirak" Family)           | —                   | Đoạt giải |        |
| 2012 | The Most of Mother-Child Actor as Appreciation Awards                       | —                                                   | —                   | Đoạt giải |        |